# Société canadienne de chronobiologie
 (décembre 2022).
La Société canadienne de chronobiologie (SCC) est une association de biologistes canadiens qui travaillent dans le domaine de la chronobiologie, soit la capacité de certains vivants à synchroniser (avec ou sans l’entremise de stimuli en provenance de l’environnement) leur métabolisme afin que celui-ci fonctionne sous forme de cycle.

## Histoire
Fondée en 2013, la société s’efforce à perfectionner les connaissances des étudiants et des chronobiologistes du pays, éduquer la population canadienne sur l’importance du sujet ainsi qu’encourager la collaboration entre les disciplines scientifiques afin de faire avancer les connaissances scientifiques qui ont trait à la rythmicité biologique. La première conférence entre chercheurs organisée par l’association a eu lieu en mai 2013 à l’université de Toronto, en Ontario.

## Évènements principaux
Une conférence se déroule chaque deux ans avec des invités leaders dans le domaine de la chronobiologie qui présentent leurs nouvelles recherches. Elles sont réalisées dans le but de permettre un échange scientifique entre la communauté de chronobiologie canadienne et l’expert invité. Les conférenciers proviennent d’instituts universitaires en dehors du Canada avec un chercheur associé d’une institution canadienne. Avec près d’une centaine de participants qui se présentent à chaque événement, la société canadienne prend de l’ampleur. Il y a jusqu’à aujourd’hui cinq conférences « principales » qui ont été données. La première s’est déroulée en mai 2013 à l’université de Toronto, en Ontario,, la seconde en mai 2015 à l’université Concordia à Montréal, Québec,, la troisième a eu lieu en mai 2017 à l’université d'York, à Toronto,. La quatrième conférence s’est déroulée en mai 2019 à l’université McGill à Montréal, Québec,. La cinquième conférence a eu lieu en juin 2021 en ligne en raison des circonstances sanitaires causées par la Covid-19.
Plus récemment[Quand ?], la société canadienne programme également des clubs étudiants offerts aux étudiants et stagiaires post-doctoraux membres de la SCC. Ils y discutent de sujets scientifiques, dont la chronobiologie et des nouvelles sur les conférences, les séminaires, les bourses et les positions disponibles dans le domaine de recherche.

## Prix de distinction
À chaque événement principal, différents prix sont remis à certains participants, dont le prix de voyage du SCC, pour les membres stagiaires qui fréquentent le SRBR (Société de recherche sur les rythmes biologiques), le prix d’excellence professionnel du SCC, le prix du chercheur principal junior, les prix pour les courtes discussions, des prix pour les meilleures présentations orales, des prix pour les meilleures pancartes de présentation. Il y a aussi le prix de connaissances chronobiologiques (Chrono-insights).

## Comité exécutif

### Nicolas Cermakian
Dr Cermakian est le président de la société. Il a fait ses études postdoctorales à l’Institut de génétique et de biologie moléculaire et cellulaire. Il est actuellement chercheur au Centre de recherche Douglas et il a un poste de professeur titulaire au département de psychiatrie à l’université McGill. Au Laboratoire de chronobiologie où il travaille, la recherche vise à connaître les mécanismes de l’horloge biologique et les effets de cette horloge sur la physiologie, notamment sur le système immunitaire. De plus, on s’y intéresse aux impacts qu’ont les dérèglements de cette horloge sur l’état de santé.

### Michael Antle
Dr Antle est le vice-président de la société. Il a obtenu son Ph. D. à l’université Simon Fraser, et son postdoctorat, à l’université Columbia. Il est maintenant professeur titulaire à l’université de Calgary. Son laboratoire de chronobiologie emploie une approche intégrative pour étudier le système circadien des mammifères et son effet sur les processus physiologiques et comportementaux.

### Hai-Ying Mary Cheng
La secrétaire de la société, Dre Cheng, a obtenu son doctorat en physique médicale à l’université de Toronto, en Ontario. Elle a ensuite fait son postdoctorat dans le domaine des rythmes circadiens à l’université de l'Ohio. À ce jour, Dre Cheng est professeure et chercheuse au laboratoire de neurobiologie moléculaire Cheng Lab. Ses recherches s’intéressent à une diversité de sujets : de l’horloge circadienne des mammifères aux déterminants génétiques de maladie et troubles neurologiques.

### Patricia Lakin-Thomas
Dre Lakin-Thomas, la trésorière de la société, a obtenu son Ph. D. à l’université de San Diego, puis son diplôme d’études postdoctorales à l’université de Cambridge. Elle est maintenant professeure associée à l’université York. Dans son laboratoire on utilise l’organisme Neurospora crassa pour étudier les mécanismes de l’horloge circadienne au niveau moléculaire et biochimique.

## Position sur le changement d’heure
Dans une déclaration officielle publiée sur son site web, la Société canadienne de chronobiologie présente les arguments qui appuient sa position contre le changement de l’heure deux fois par année au Canada.  
Le changement de l’heure est un rituel qui a été instauré au Canada pour la première fois en 1918 afin d’accroître la production en allongeant la durée du jour. L’heure normale (heure d’hiver) règle l’horloge sociale plus près de l'horloge biologique interne, qui est réglée par la lumière de l’aube. En contrepartie, l’heure avancée (heure d’été) déplace le lever du jour plus tard, et crée un décalage horaire social via un écart entre la propension biologique au réveil près de l’aube et les demandes sociales de rester éveillés tard. Au Canada, le premier changement d’heure se produit au printemps durant le deuxième dimanche du mois de mars. À cette date, toutes les horloges sont avancées d’une heure et ne sont remises à l’heure normale qu’à l’automne, spécifiquement durant le premier dimanche du mois de novembre.
Au départ, le changement d’heure avait été pensé pour économiser l’énergie, mais la Société canadienne de chronobiologie conteste la justesse de cet argument et appuie l’adoption de l’heure normale à longueur d’année pour les raisons suivantes : tous les êtres vivants incluant les humains ont une horloge biologique interne qui contrôle leurs cycles éveil/sommeil, leurs fonctions corporelles ainsi que leurs activités métaboliques selon des rythmes circadiens (d’une durée d’environ 24 heures). L’horloge cérébrale qui contrôle et ajuste l’horloge moléculaire des autres tissus est réglée par la lumière du jour qui est perçue par les yeux. En effet, les profils d’activité des humains ne sont pas de simples habitudes ou traditions qui sont facilement ajustables ou modifiables. Au contraire, ils sont plutôt contrôlés par l’horloge moléculaire qui à son tour est déterminée génétiquement et régulée par des signaux environnementaux externes. Donc, il est important de comprendre le fonctionnement de l'horloge pour mieux l’adapter au cycle jour/nuit naturel. Quand l’horaire du sommeil et d’éveil est libre de contraintes, il est aligné avec l’aube. Il est donc essentiel de synchroniser l’horloge biologique interne avec l’horloge sociale afin d’éviter toutes perturbations fonctionnelles du système. De plus, l’association évoque l’impact négatif que pourrait avoir le changement de l’heure sur la santé et le comportement et la santé des individusprouve que la transition de l’heure normale à l’heure avancée augmente les taux accrus de crises cardiaques surtout chez les aînés. Finalement, la société canadienne de chronobiologie, dans sa déclaration officielle, énumère les preuves qu’on a des impacts négatifs à être décalés d’une heure par rapport à notre temps biologique.

## Sources
- Turn back the clock on Daylight Savings: Why Standard Time all year round is the healthy choice, The Globe and Mail.